# Glabridorsum varibalteatum
Glabridorsum varibalteatum är en stekelart som beskrevs av Jonathan 2000. Glabridorsum varibalteatum ingår i släktet Glabridorsum och familjen brokparasitsteklar. Inga underarter finns listade i Catalogue of Life.